# Laan van NOI (métro de Rotterdam)
Laan van NOI est une station de la ligne E du métro de Rotterdam. Elle est située sur la Laan van Nieuw Oost-Indië, à La Haye, en limite avec Voorburg, au Pays-Bas.
Mise en service en 2006, dans le cadre du projet RandstadRail, elle est, depuis 2010, desservie par la ligne E du métro de Rotterdam. Elle est en correspondance directe avec la gare de La Haye-Laan van NOI des Nederlandse Spoorwegen (NS).

## Situation sur le réseau

Plan du métro.

Établie sur un viaduc, la station Laan van NOI, est située sur la ligne E du métro de Rotterdam, entre la station La Haye-Laan van NOI, en direction du terminus nord La Haye-Centrale, et la station Leidschendam-Voorburg, en direction du terminus sud Slinge,.
Elle dispose des deux voies de la ligne, encadrées par deux quais latéraux.